# Lidingö
Lidingö est une île du sud de l'Uppland, située à l'est du centre-ville de Stockholm. Il forme avec quelques archipels plus petits, dont Fjäderholmarna et Storholmenson, la commune de Lidingö. 30 357 personnes y vivent.

## Géographie
Les principales localités de l'île sont :
- ville de Lidingö : 30 107 habitants, chef-lieu de la commune ;
- Brevik : 7 074 habitants ;
- Sticklinge udde : 2 881 habitants.

Le sud de l'île est desservi par la Lidingöbanan.

## Histoire
L'histoire de Lidingö remonte à l'ère viking. Lidingö est une communauté agricole avec de nombreuses petites fermes au début de 1200-1300, acquises par Bo Johnsson Grip au cours de la période 1376-1381. 
À partir de 1906, des terres agricoles sont achetées par des entrepreneurs, qui y construisent des villas résidentielles. Un peu plus tard, en 1910, la compagnie de gaz, AGA AB, y installe une usine.
Des zones résidentielles denses d'après-guerre avec des immeubles d'appartements  ont été construites d'environ 1950 jusqu'au début des années 1970.

## Nature
La partie non aménagée de Lidingö est principalement couverte de forêts. Le terrain est vallonné avec de grandes crêtes montagneuses et des plaines fertiles intermédiaires, qui sont sorties de la mer par le soulèvement des terres, et aujourd'hui, dans les zones les plus basses, elles ne se trouvent qu'à quelques mètres au-dessus du niveau de la mer. Sur la partie orientale de Lidingö se trouve la réserve naturelle de Långängen-Elfvik, riche en cerfs, daims et renards roux. On y trouve aussi des castors et de blaireaux. 
Le point culminant de l'île est la roche en partie artificielle à Ekholmsnäsbacken, qui atteint 70 mètres.

## Galerie

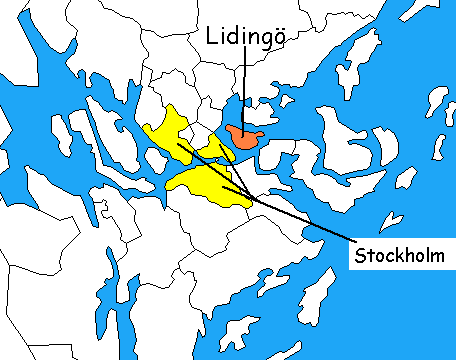
Carte sommaire où sont placés Lidingö et Stockholm
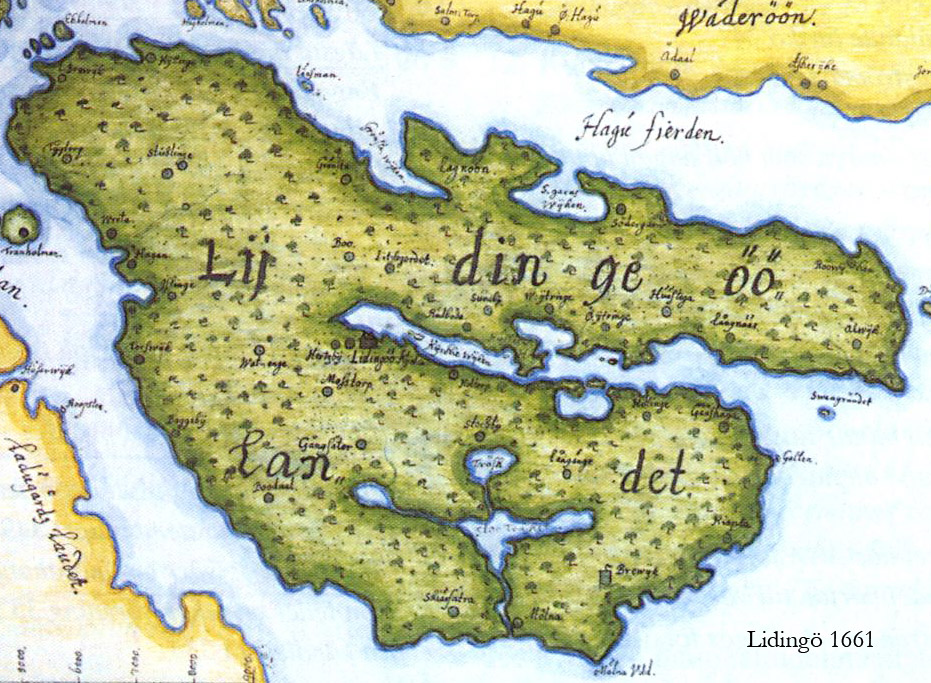
Lidingö en 1661
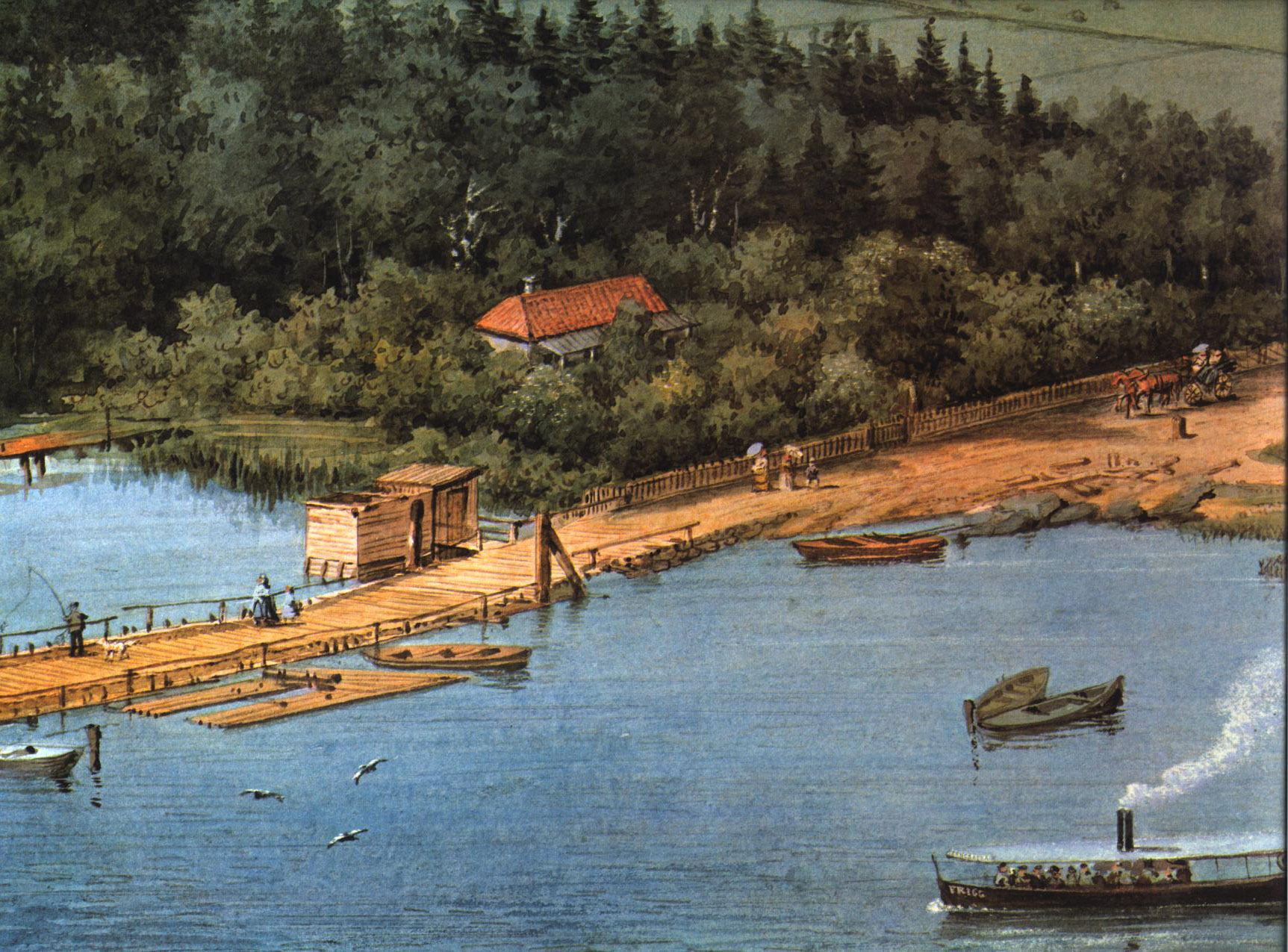
Lidingö en 1883
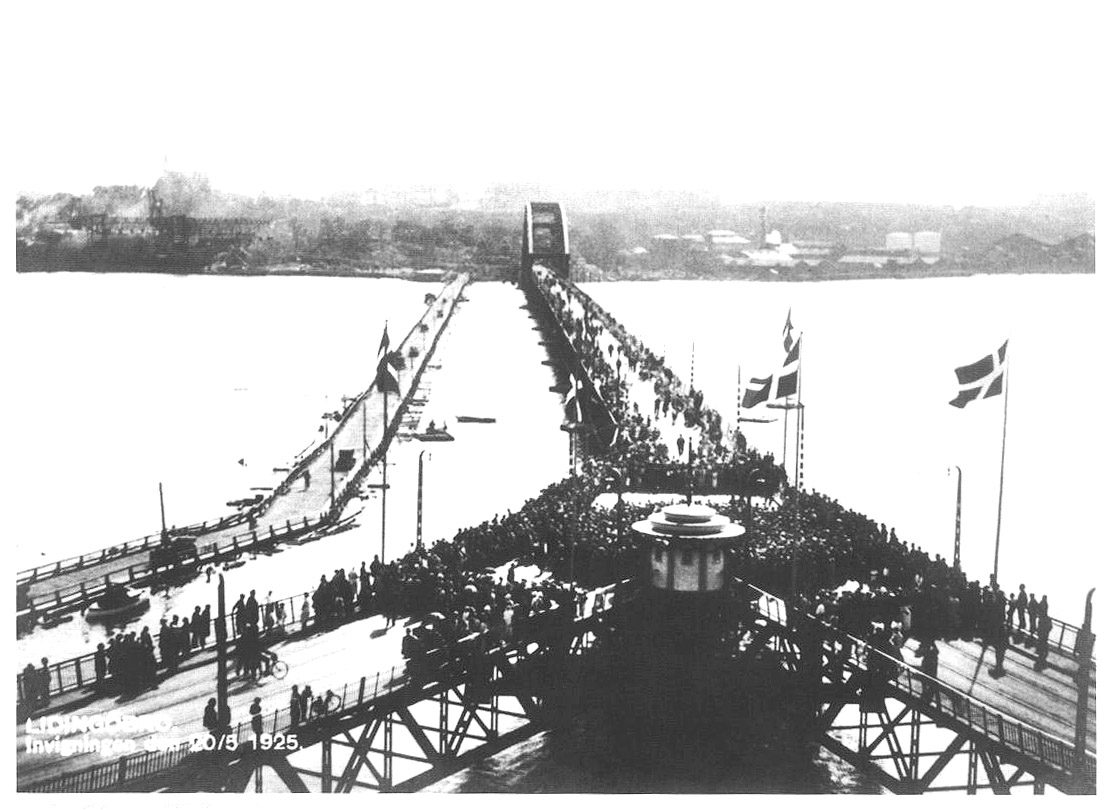
Lidingö en 1925

## Personnalités en lien avec Lidingö
- Emma Lundberg (1869-1953), peintre et architecte de jardins a vécu et est inhumée à Lidingö
- Carl Milles (1875-1955), sculpteur a vécu et est mort à Lindingö
- Olga Milles (1874-1967), peintre y a vécu.
- Shlomo Wolbe (1914-2005), rabbin israélien d'origine allemande, un des représentants importants du mouvement du Moussar aux xxe et xxie siècles, fonde à Lidingö une école pour jeunes filles juives rescapées de la Shoah.